# علم الزواحف والبرمائيات
علم الزواحف والبرمائيات أو الزواحفيات أو الزَّحْفَنة (بالإنجليزية: Herpetology)‏ والعالم بها هو زَحْفَن هو فرع من فروع علم الحيوان، يختصُّ بدراسة الزواحف (مثل الثعابين والسحالي والسلاحف والتماسيح) والبرمائيات (مثل الضفادع والعلاجيم والسمادل والسمادر والضفادع الثعبانية)، يشمل ذلك دراسة تصنيف وتشريح وسلوك وحياة هذه الحيوانات وكلُّ ما يتعلَّق بها. يمكن وصف علم الزواحف والبرمائيات بأسلوبٍ آخر، بأنَّه يدرس الحيوانات الفقارية رباعية الأطراف خارجية ومتغيرة الحرارة.
توجد في الوقت الحاضر الكثير من الجمعيات العلميَّة المتخصّصة بعلم البرمائيات والزواحف، والعمل لأجل نشره والتعريف به. وتكمن أهميَّة دراسة هذا العلم والتوعية حوله في الدور الذي تلعبه الزواحف والبرمائيات في الطبيعة، خصوصاً مع كون البرمائيات معروفةً بحساسيّتها الكبيرة للتغيرات البيئية من حولها. كما أنَّ هذا العلم له تطبيقات طبية، حيث يمكن الاستفادة من السموم التي تنتجها بعض هذه الحيوانات كأدوية للعلاج.
يحدث أحياناً أن يتعاون علماء الزواحف والبرمائيات مع علماء الأسماك لنشر البحوث العلمية وإقامة المؤتمرات المختصَّة، ومن المنظَّمات التي يتجلَّى فيها هذا التعاون «الجمعية الأمريكية لعلماء الأسماك والزواحف والبرمائيات».

## أصل التسمية
يُسمَّى علم الزواحف والبرمائيات باللغة اللاتينية "Herpetology"، وتُسمَّى الزواحف والبرمائيات إجمالاً "herpetofauna"، وقد اشتقَّ هذا الاسم من كلمتين إغريقيَّتين، هما: "ἑρπετόν" (هربتون، أي «حيوان زاحف») و"λογία" (لوجيا، أي «معرفة» أو «علم»). كما ويُطلِق المولعون بعلم الزواحف والبرمائيات على أنفسهم بالإنكليزية اسم "herpers". بصورةٍ عامة، يعد "Herp" مصطلحاً دارجاً للإشارة إلى الزواحف والبرمائيات، وهو مشتقٌّ من مصطلح "herpetile" الذي تعود جذوره إلى ايَّام عمل كارلوس لينايوس على وضع أسس التصنيف العلمي للحيوانات، حيث قام بتصنيف الزواحف والبرمائيات معاً في مجموعةٍ واحدةٍ أطلق عليها هذا الاسم.

## الدراسة والبحث
غالباً لا تعطي الكليات أو الجامعات أي درجاتٍ في علم الزواحف والبرمائيات، ولا حتى درجة دبلوم، لذلك فإنَّ العلماء المتخصِّصين في هذا المجال غالباً ما يلجئون إلى دراسة علم الأحياء جامعياً، مع تطبيق مبادئه على مجال تخصُّصهم في الزواحف والبرمائيات. وأما في الجامعات القليلة التي تعطي هذه الدرجة، فإنَّ المنافسة تكون شديدة لندرة الاختصاص، وتتطلَّب معدلاً عالياً للقبول. بأية حالٍ وفي الوقت الحالي، من النادر أن يعتبر أكاديميُّون أنفسهم علماء زواحف وبرمائيات، فأغلب الباحثين الآن يخصَّصون لأنفسهم مجالاً معيناً مثل علم البيئة أو علم التصنيف ويطرحون ضمن نطاقه أسئلةً يمكن إجابتها بأفضل شكلٍ عن طريق دراسة الزواحف والبرمائيات.